# Phoebastria irrorata
El albatros de las Galápagos (Phoebastria irrorata) o albatros ondulado es el único miembro de la familia Diomedeidae que habita en los trópicos. Cría únicamente en la isla Española de las islas Galápagos, y en la Isla de la Plata. Los nidos se construyen en zonas de lava.  Durante los periodos en los que no está criando, estas aves habitan principalmente las costas del Perú y Ecuador, siendo vagante en Chile y en  Colombia. Esta longeva ave, que puede vivir hasta 80 años, es uno de los viajeros más eficientes gracias a sus alas de 3 metros de envergadura, diseñadas para planear, con las que alcanza velocidades de 90 km por hora.

## Descripción
El albatros de las Galápagos puede medir hasta 89 cm de largo, pesar 2 kilos y tener una envergadura de 230–240 cm.

## Dieta
Las principales fuentes de alimento de los albatros de las Galápagos son el pescado, calamares y crustáceos. Pero han sido observados alimentándose de otras formas, incluyendo la comida regurgitada por otras aves. Para alimentarse, estos albatros siguen rutas rectas a un único lugar frente a la costa de Perú, a unos 1000 km al este de sus lugares de cría.

## Estado de conservación
La especie está en peligro crítico de extinción. La población de este albatros está protegida por el personal del parque nacional de Galápagos pero son vulnerables a causa de la pesca ilegal, el consumo de desechos plásticos y el turismo.